# Tyler Allgeier
Tyler Allgeier ([ˈtaɪlə ælˈdʒɪə]; geboren am 15. April 2000 in Fontana, Kalifornien) ist ein US-amerikanischer American-Football-Spieler auf der Position des Runningbacks. Er spielte College Football für die Brigham Young University und wurde im NFL Draft 2022 in der fünften Runde von den Atlanta Falcons ausgewählt.

## College
Allgeier besuchte die Henry J. Kaiser High School in seiner Heimatstadt Fontana, Kalifornien und stellte im dortigen Footballteam den Schulrekord für die meisten erlaufenen Yards auf. Er erhielt jedoch nur wenig Beachtung von College-Football-Teams und bekam lediglich zwei Stipendienangebote von Teams der Division I und ein Angebot aus der Division II. Allgeier entschied sich daraufhin, als Walk-on auf die Brigham Young University in Utah zu gehen, um für die BYU Cougars zu spielen. Da er kein Mitglied der Kirche Jesu Christi der Heiligen der Letzten Tage (Mormonen) war, musste er doppelt so hohe Studiengebühren zahlen. Diese wurden von seiner alleinerziehenden Mutter finanziert, zudem nahm er einen Job bei Walmart an. Nach einem Redshirtjahr bei den Cougars 2018, in denen er zu Kurzeinsätzen als Runningback und als Kick Returner kam, standen in der Saison 2019 zahlreiche etabliertere Runningbacks vor ihm, sodass er zunächst keine Rolle auf seiner angestammten Position spielte und stattdessen in der Defense als Linebacker Einsatzzeit sammeln sollte. Erst zum Saisonende spielte er verletzungsbedingt auch als Runningback.
Nach der Saison 2019 stand Allgeier kurz vor dem Wechsel auf ein anderes College, an dem er ein Stipendium erhalten würde, da er seine Mutter, die sich durch die hohen Studiengebühren im fünfstelligen Bereich verschuldet hatte, nicht weiter finanziell belasten wollte. Er erhielt jedoch für die Saison 2020 ein Stipendium und nahm eine große Rolle in der Offense von BYU ein. Acht von elf Partien bestritt Allgeier als Starter und konnte dabei mit 1130 Yards, 13 Touchdowns und einem Durchschnitt von 7,3 Yards pro Lauf von sich überzeugen. In der Saison 2021 erzielte er 1601 Yards Raumgewinn im Laufspiel sowie 23 Touchdowns und brach damit den Rekord für die meisten erlaufenen Yards eines Spielers der BYU Cougars in einer Saison. Insgesamt stand Allgeier in 41 Spielen für BYU auf dem Feld.

## NFL
Allgeier wurde im NFL Draft 2022 in der fünften Runde an 151. Stelle von den Atlanta Falcons ausgewählt. Hinter Cordarrelle Patterson und Damien Williams als die ersten beiden Optionen auf der Runningbackposition sowie Runningback Avery Williams als Return Specialist und Keith Smith als Fullback spielte Allgeier zu Beginn der Saison keine Rolle und wurde am ersten Spieltag nicht in den aktiven Kader berufen. Durch eine Verletzung von Williams am ersten Spieltag kam Allgeier aber bereits ab Woche 2 zu Einsatzzeit und nachdem Patterson ebenfalls ausgefallen war, war Allgeier vom fünften bis zum achten Spieltag Starter und durfte infolge seiner Leistungen, insbesondere mit 99 Yards Raumgewinn im Laufspiel und einem gefangenen Pass für 24 Yards gegen die Los Angeles Chargers am neunten Spieltag im ersten Spiel nach der Rückkehr von Patterson, ab dem 13. Spieltag erneut in der Startaufstellung stehen. Sein erster Touchdown in der NFL war ihm am siebten Spieltag gegen die Cincinnati Bengals gelungen. Am 15. Spieltag verzeichnete Allgeier bei der Niederlage gegen die New Orleans Saints erstmals über 100 erlaufene Yards in einem Spiel und kam bei 17 Läufen auf 139 Yards und einen Touchdown. Im letzten Spiel der Saison gegen die Tampa Bay Buccaneers in Woche 18 erlief er 135 Yards, damit kam Allgeier auf insgesamt 1035 Yards im Laufspiel und stellte damit einen neuen Rekord bei den Falcons für die meisten erlaufenen Yards eines Rookies auf.
In der Saison 2023 verlor Allgeier Spielzeit an Rookie Bijan Robinson, den die Falcons im Draft an achter Stelle ausgewählt hatten. Er erlief 683 Yards und vier Touchdowns bei 186 Versuchen und fing 18 Pässe für 193 Yards und einen weiteren Touchdown. Mit 3,7 Yards pro Lauf konnte Allgeier nicht an seine Leistungen aus dem Vorjahr anknüpfen. Auch in der folgenden Saison 2024 wurde Allgeier nur punktuell eingesetzt. Er bestritt zwar jedes Spiel, stand jedoch bei keinem als Starter auf dem Feld. Bei 4,7 Yards im Durchschnitt erzielte er 644 Yards Raumgewinn und drei Touchdowns.

### NFL-Statistiken
| Saison                             | Team  | Spiele | Spiele | Rushing | Rushing | Rushing | Rushing | Rushing | Receiving | Receiving | Receiving | Receiving | Receiving | Fumbles | Fumbles |
| Saison                             | Team  | GP     | GS     | Att     | Yds     | Avg     | Lng     | TD      | Rec       | Yds       | Avg       | Lng       | TD        | Fum     | Lost    |
| ---------------------------------- | ----- | ------ | ------ | ------- | ------- | ------- | ------- | ------- | --------- | --------- | --------- | --------- | --------- | ------- | ------- |
| 2022                               | ATL   | 16     | 7      | 210     | 1035    | 4,9     | 44      | 3       | 16        | 139       | 8,7       | 26        | 1         | 0       | 0       |
| 2023                               | ATL   | 17     | 3      | 186     | 683     | 3,7     | 31      | 4       | 18        | 193       | 10,7      | 75        | 1         | 0       | 0       |
| 2024                               | ATL   | 17     | 0      | 137     | 644     | 4,7     | 25      | 3       | 13        | 88        | 6,8       | 13        | 0         | 0       | 0       |
| Total                              | Total | 50     | 10     | 533     | 2362    | 4,4     | 44      | 10      | 47        | 420       | 8,9       | 75        | 2         | 0       | 0       |
| Quelle: pro-football-reference.com |       |        |        |         |         |         |         |         |           |           |           |           |           |         |         |